# Langen Akker

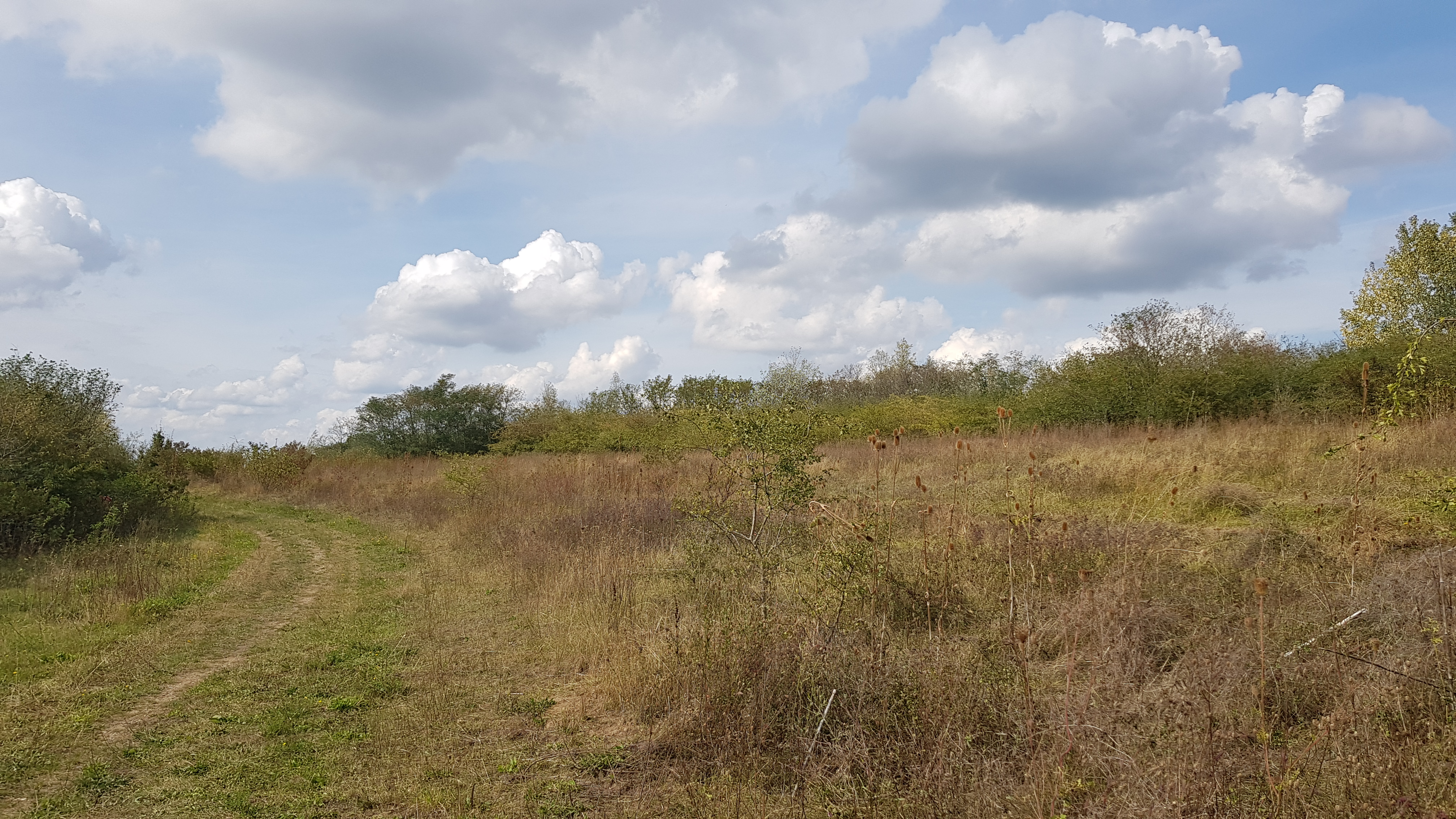
Langen Akker

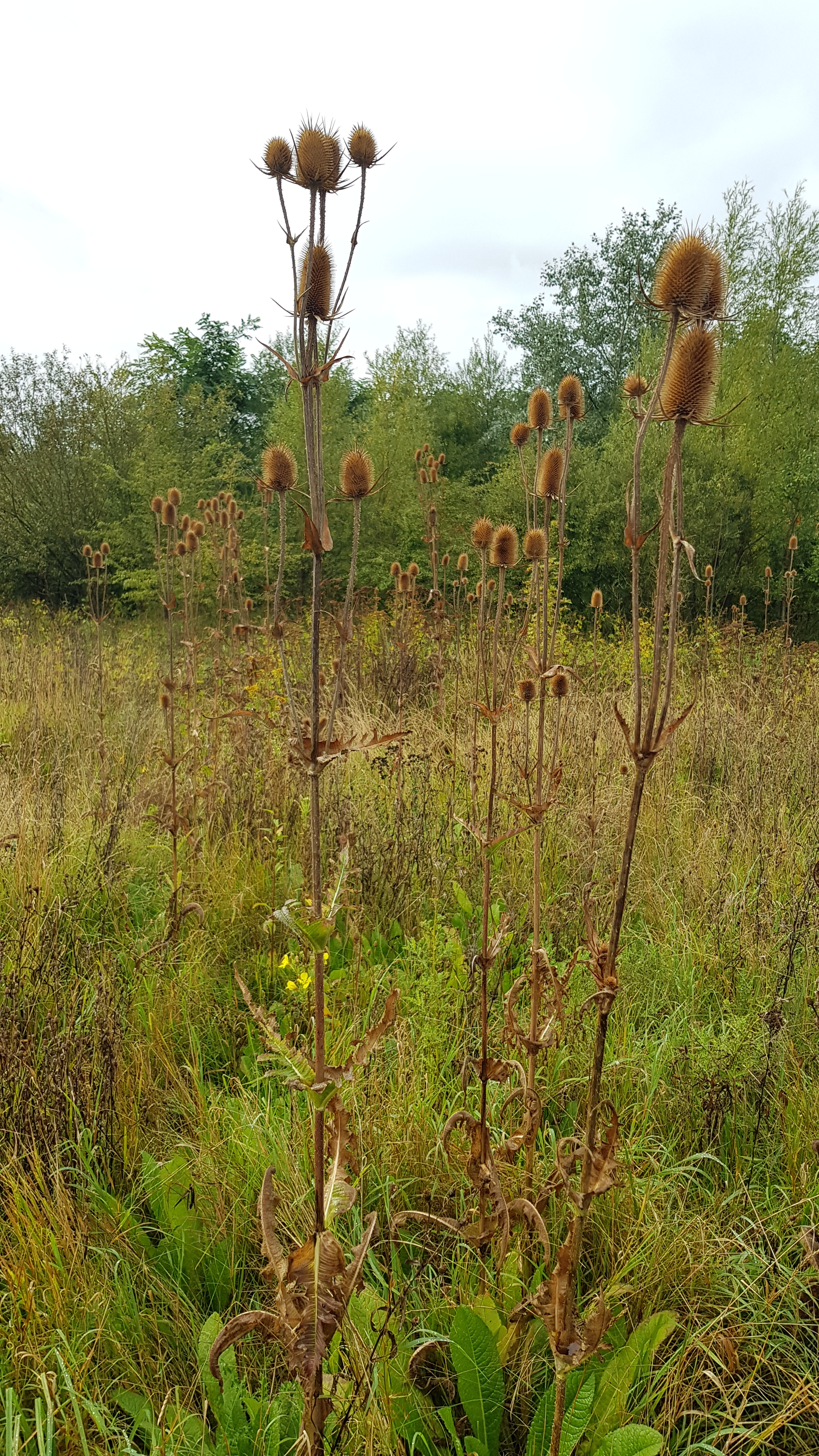
Veld met kaardebollen

De Langen Akker is een voormalige zandgroeve en voormalige stortplaats in de Nederlandse gemeente Valkenburg aan de Geul in Zuid-Limburg. De groeve ligt ten noordoosten van Berg, ten zuidwesten van Geulhem en ten westen van Valkenburg in het hellingbos Bergse Heide op de noordelijke rand van het Plateau van Margraten in de overgang naar het Geuldal. Ter plaatse duikt het plateau een aantal meter steil naar beneden.
De stortplaats heeft het hoogste punt gelegen op ongeveer 134 meter boven NAP en heeft een oppervlakte van ongeveer 11 hectare.
Ten zuiden van de stortplaats ligt de straat Langen Akker, ten westen de Vogelzangweg. Aan de zuidzijde van de stortplaats ligt een begraafplaats. Op ongeveer 400 meter naar het oosten ligt een andere voormalige zandgroeve die in dagbouw ontgonnen is, de Meertensgroeve. Op ongeveer 1300 meter naar het westen ligt een dagbouwgroeve waar kalksteen gewonnen is, de Curfsgroeve. Ten noorden van Langen Akker liggen op de berghelling naar het Geuldal meerdere ondergrondse kalksteengroeves. Een daarvan is de Barakkengroeve die ook gangen onder de Langen Akker heeft.
Ten noordwesten van de groeve ligt op de helling een voormalige kiezelbaan waarmee op het plateau gewonnen grind naar het dal werd getransporteerd.

## Geschiedenis
In 1954 begon op deze locatie de afgraving van zand en men bereikte hierbij een ontgrondingsniveau 110 meter boven NAP. Er werd in totaal 550.000 kubieke meter aan zand en grind afgegraven.
In de periode 1969 tot 1989 werd de groeve gebruikt als vuilstortplaats voor gemeentelijk afval, bedrijfsafval en bouwafval, waarbij er in totaal ongeveer 847.000 ton aan afval werd gestort.
In 1998-2000 werd de stortplaats afgedekt met trisoplast en zand.
Sinds 28 april 2005 is de stortplaats opengesteld voor recreatie en zijn er gallowayrunderen uitgezet voor de begrazing.

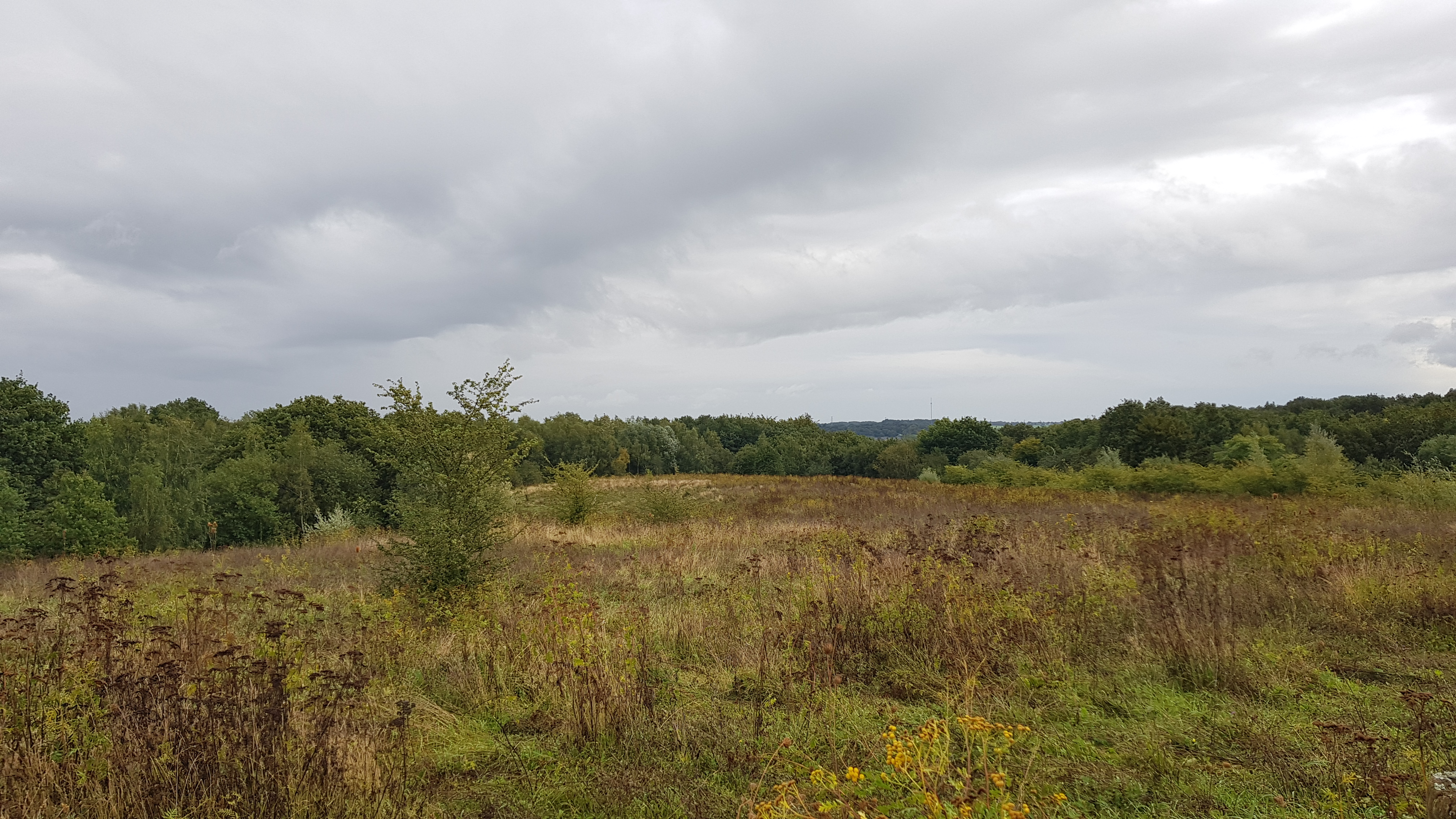
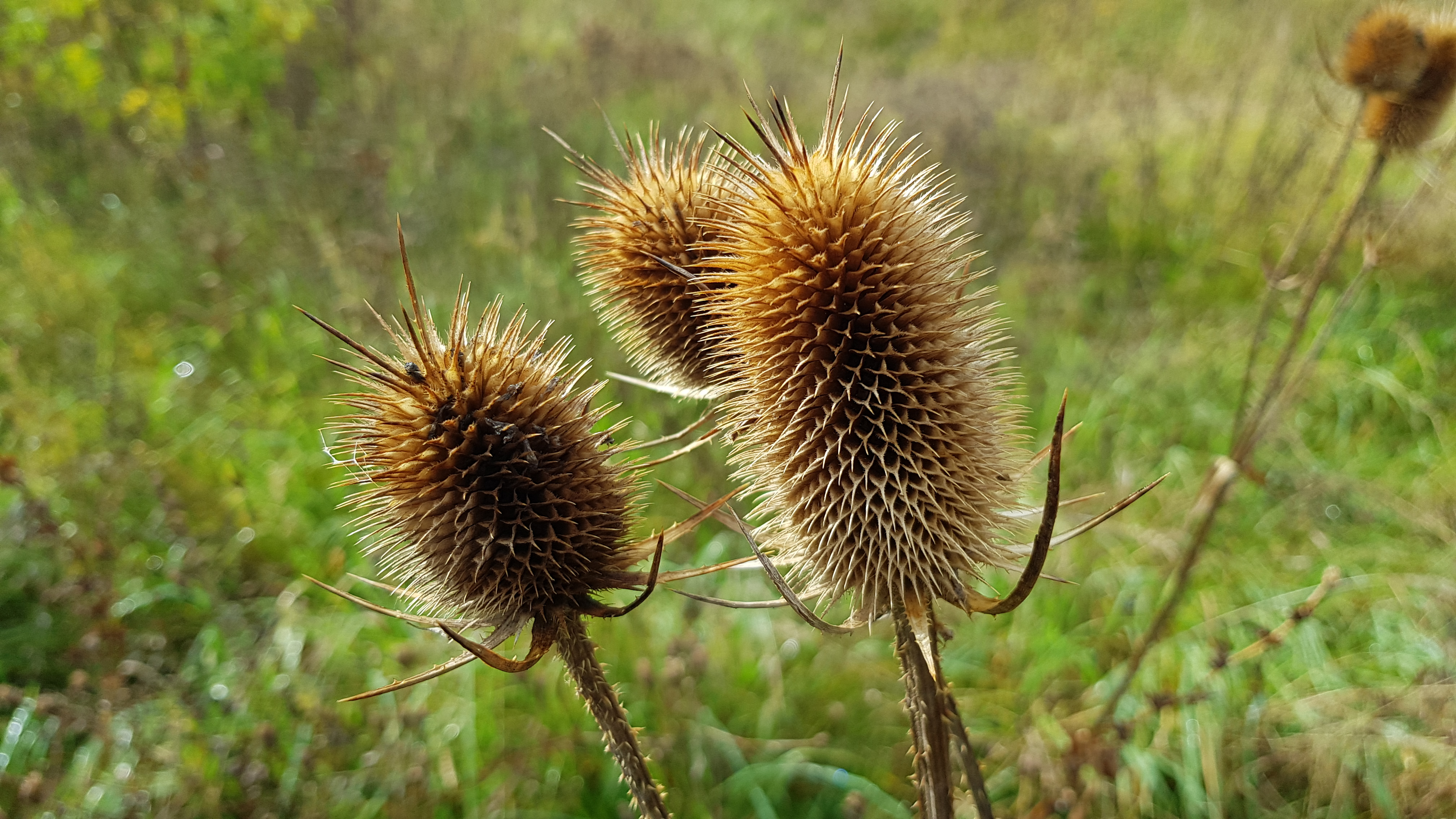
kaardebol
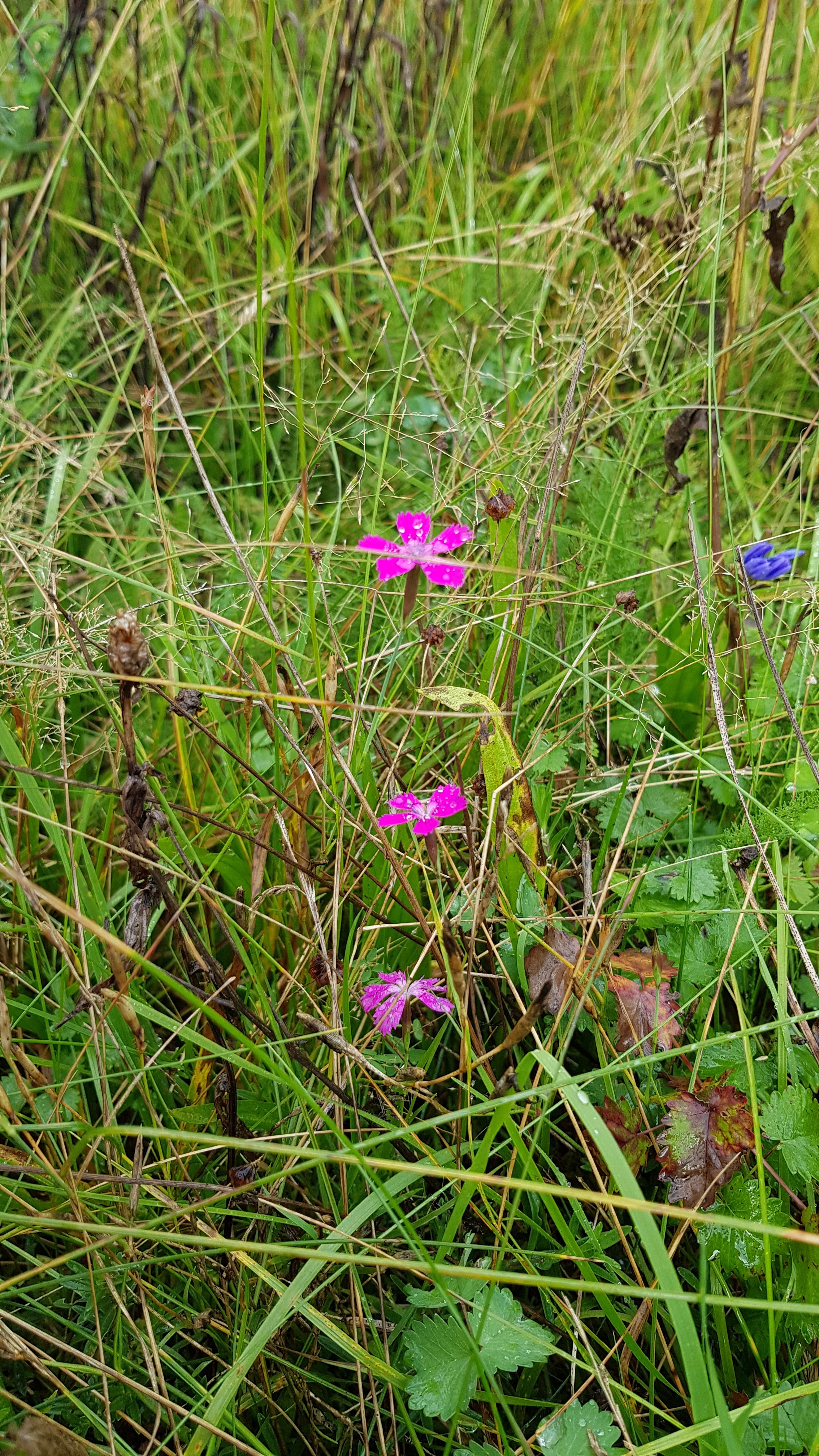
steenanjer
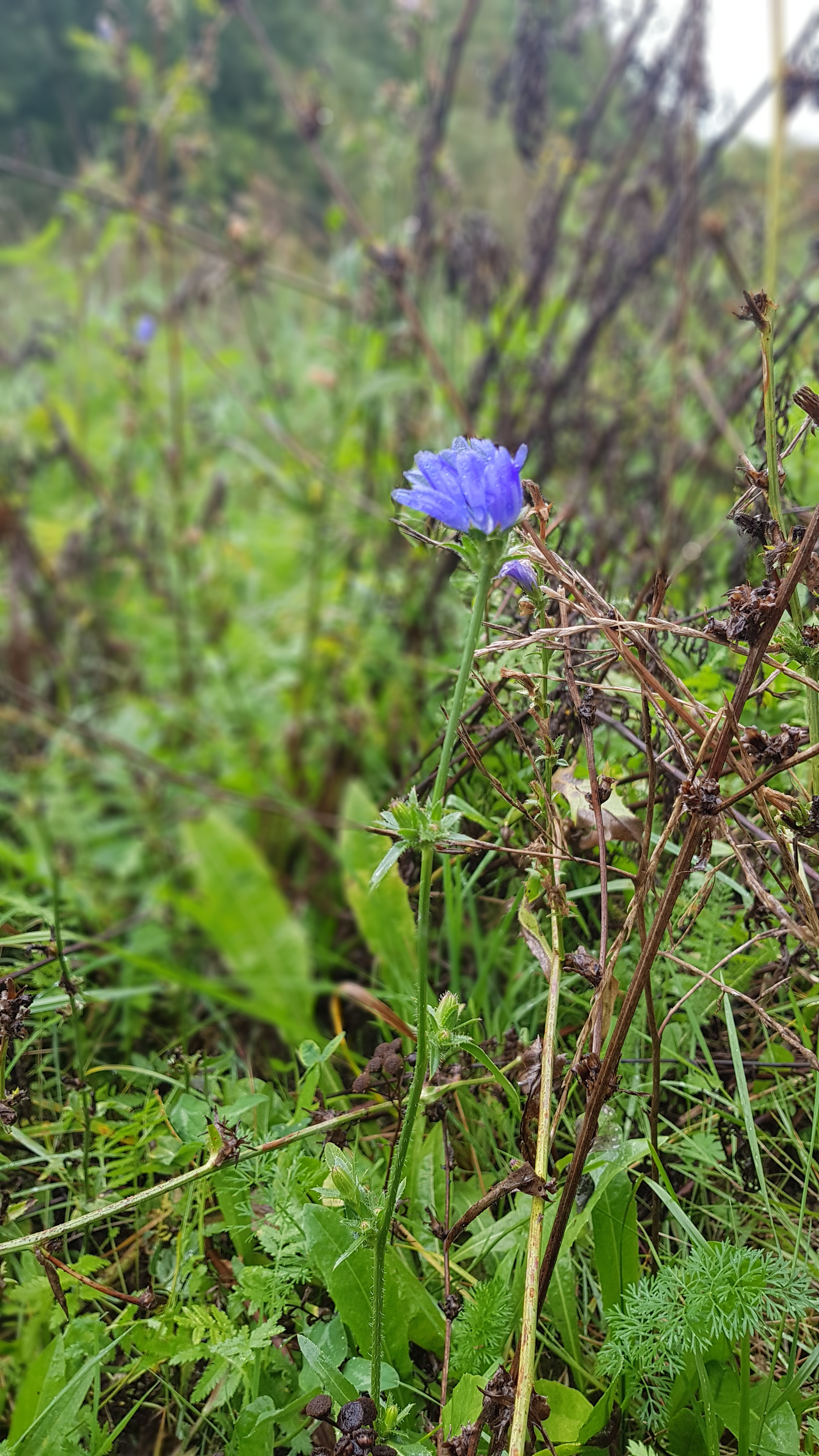
cichorei
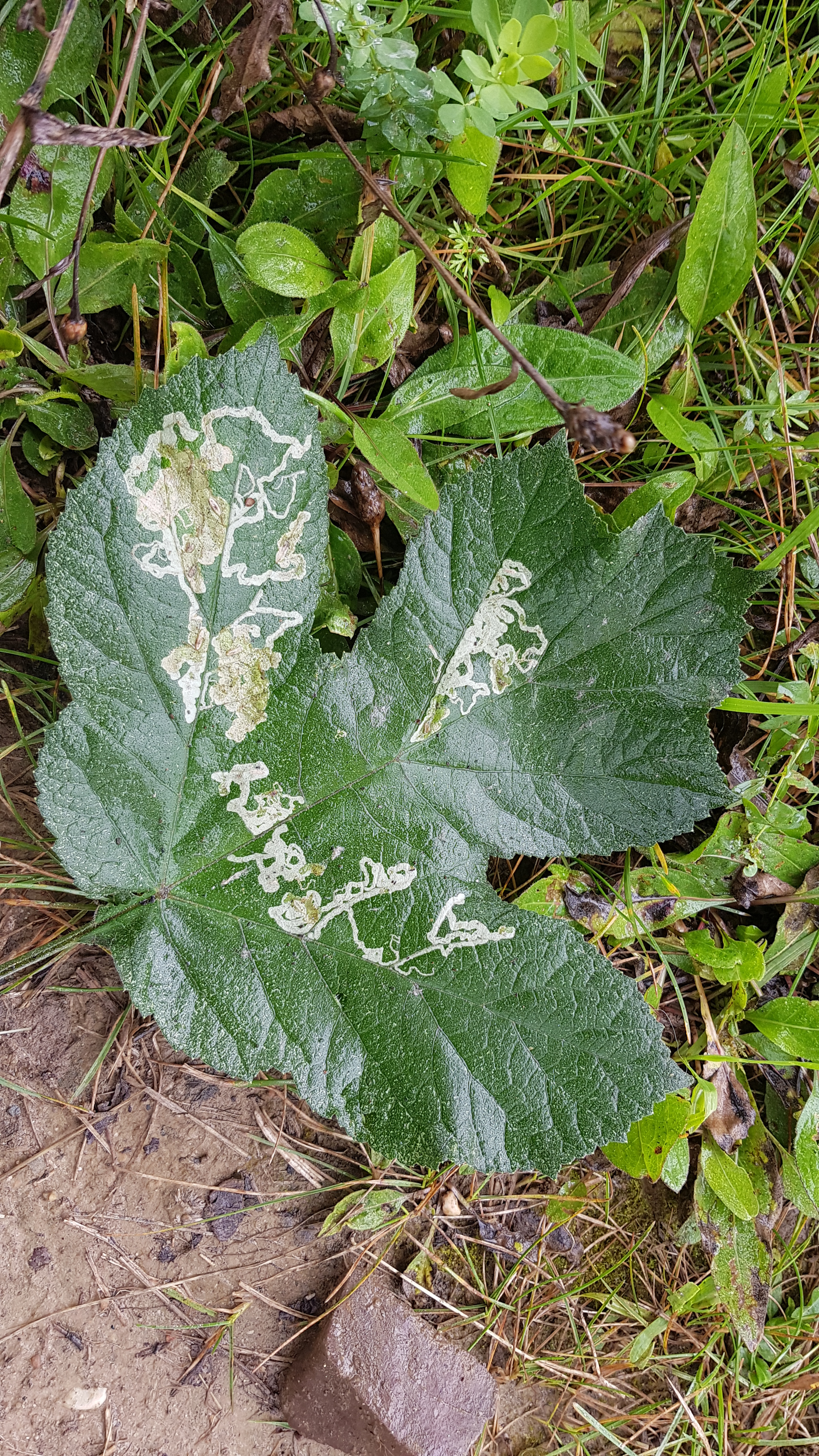